# Shoji Meguro
Shoji Meguro (目黒 将司, Meguro Shōji) (Tokio, 4 juni 1971) is een Japanse componist en regisseur van computerspellen.  Hij is bekend geworden door zijn muziek voor de spellenreeks Megami Tensei van ontwikkelaar Atlus. Binnen deze reeks hebben vooral de spellen Digital Devil Saga (deel 1 en 2), Persona 3 en Persona 4 gezorgd voor zijn bekendheid.

## Biografie
Meguro begon zijn carrière binnen de computerspelindustrie in 1995 toen hij werd aangenomen bij Atlus om muziek te schrijven voor het spel Revelations: Persona (Het eerste spel in de Shin Megami Tensei: Persona-reeks). De aria die hij schreef voor het einde van dit spel is inmiddels een hoeksteen binnen de Persona-reeks en is vooral bekend als het "Velvet Room" themalied. 
Opvallend aan Meguro's bijdrage aan de Megami Tensei-spellen is dat hij veel gebruikmaakt van ingezongen J-pop en rockliedjes in alle facetten van de gameplay, terwijl men normaal gesproken in computerspellen zou werken met instrumentale muziek. Zijn popliedjes zoals "Reach Out To The Truth", "Your Affection" en "Heartbeat, Heartbreak" van het spel Persona 4 zijn bekende voorbeelden van liedjes die te horen zijn tijdens het spelen en niet zozeer exclusief te horen zijn bij de opening-, tussen- of eindfilmpjes, wat vaak wel het geval is bij gezongen liedjes bij computerspellen.
Recent werk van Meguro is de soundtracks voor Persona 4: The Animation (een animatiefilm gebaseerd op het spel Persona 4) en het spel Persona 4: The Golden (een remake van Persona 4 voor de PlayStation Vita met een hoop nieuwe extra's). Ook schreef hij de muziek voor het Atlus-spel Catherine voor de PlayStation 3 en Xbox 360.

## Discografie

### Soundtracks voor computerspellen
Dit is een lijst van computerspellen waarvoor Shoji Meguro muziek heeft gecomponeerd.
- Revelations: Persona (1996)
- Devil Summoner: Soul Hackers (1997)
- Maken X (1997)
- Maken Shao: Demon Sword (2001)
- Shin Megami Tensei III: Nocturne (2003) (ook bekend als Shin Megami Tensei: Lucifer's Call)
- Shin Megami Tensei III: Nocturne Maniax (2004)
- Shin Megami Tensei: Digital Devil Saga (2004)
- Shin Megami Tensei: Digital Devil Saga 2 (2005)
- Trauma Center: Under The Knife (2005)
- Shin Megami Tensei: Devil Summoner: Raidou Kuzunoha vs. The Soulless Army  (2006)
- Shin Megami Tensei: Persona 3 (2006)
- Trauma Center: Second Opinion (2006)
- Shin Megami Tensei: Imagine (2006)
- Shin Megami Tensei: Persona 3 FES (2007)
- Shin Megami Tensei: Persona 4 (2008)
- Shin Megami Tensei: Devil Summoner 2: Raidou Kuzunoha vs. King Abaddon (2008)
- Shin Megami Tensei: Persona (2009)
- Shin Megami Tensei: Strange Journey (2009)
- Persona 3 Portable (2009)
- Catherine (2011)
- Persona 2: Innocent Sin (2011)
- Persona 4: Golden (2012)
- Persona 4 Arena (2012)
- Persona 5 (2016)
- Persona 5 Royal (2019)

### Andere werken
- Persona 4: The Animation (anime) (2011)